# Olympische Winterspiele 2006/Freestyle-Skiing – Aerials (Männer)
Der Aerials-Wettkampf der Männer bei den Olympischen Winterspielen 2006 fand am 20 und 23. Februar 2006 im Sauze d’Oulx-Jouvenceaux statt. Es fanden eine Qualifikationsrunde und das Finale mit jeweils mit zwei Durchgängen statt. Am Start waren 28 Sportler. Im Finale konnte sich der Chinese Han Xiaopeng den Olympiasieg vor Dsmitryj Daschtschynski aus Belarus und dem Russen Wladimir Lebedew holen.

## Ergebnisse

### Qualifikation
| Rang | Athlet                  | Land               | 1. Durchgang | Rang | 2. Durchgang | Rang | Gesamtpunkte | Anmerkung |
| ---- | ----------------------- | ------------------ | ------------ | ---- | ------------ | ---- | ------------ | --------- |
| 001  | Han Xiaopeng            | China              | 128,54       | 3    | 121,91       | 2    | 250,45       | Q         |
| 002  | Dsmitryj Daschtschynski | Belarus            | 130,31       | 1    | 119,03       | 5    | 249,34       | Q         |
| 003  | Warren Shouldice        | Kanada             | 123,01       | 6    | 120,44       | 4    | 243,45       | Q         |
| 004  | Aljaksej Hryschyn       | Belarus            | 115,43       | 10   | 127,44       | 1    | 242,87       | Q         |
| 005  | Wladimir Lebedew        | Russland           | 120,24       | 8    | 121,24       | 3    | 241,48       | Q         |
| 006  | Qiu Sen                 | China              | 129,21       | 2    | 107,29       | 14   | 236,50       | Q         |
| 007  | Kyle Nissen             | Kanada             | 128,10       | 4    | 103,54       | 17   | 231,64       | Q         |
| 008  | Jeret Peterson          | Vereinigte Staaten | 114,38       | 11   | 112,83       | 9    | 227,21       | Q         |
| 009  | Enwer Ablajew           | Ukraine            | 111,47       | 17   | 115,42       | 7    | 226,89       | Q         |
| 010  | Anton Kuschnir          | Belarus            | 121,24       | 7    | 105,09       | 16   | 226,33       | Q         |
| 011  | Renato Ulrich           | Schweiz            | 114,38       | 11   | 111,37       | 10   | 225,75       | Q         |
| 012  | Jewgeni Brailowski      | Russland           | 113,14       | 16   | 109,14       | 12   | 222,28       | Q         |
| 013  | Stanislaw Krawtschuk    | Ukraine            | 102,88       | 19   | 118,81       | 6    | 221,69       |           |
| 014  | Thomas Lambert          | Schweiz            | 113,57       | 15   | 101,20       | 18   | 214,77       |           |
| 015  | Joe Pack                | Vereinigte Staaten | 97,57        | 20   | 113,76       | 8    | 211,33       |           |
| 016  | Ryan St. Onge           | Vereinigte Staaten | 97,35        | 21   | 110,40       | 11   | 207,75       |           |
| 017  | Eric Bergoust           | Vereinigte Staaten | 113,72       | 14   | 92,13        | 20   | 205,85       |           |
| 018  | Liu Zhongqing           | China              | 113,80       | 13   | 87,46        | 22   | 201,26       |           |
| 019  | Jeff Bean               | Kanada             | 117,92       | 9    | 80,57        | 25   | 198,49       |           |
| 020  | Steve Omischl           | Kanada             | 124,78       | 5    | 73,45        | 26   | 198,23       |           |
| 021  | Aleš Valenta            | Tschechien         | 105,97       | 18   | 87,61        | 21   | 193,58       |           |
| 022  | Aurélien Lohrer         | Frankreich         | 87,83        | 23   | 100,44       | 19   | 188,27       |           |
| 023  | Ou Xiaotao              | China              | 72,12        | 25   | 108,19       | 13   | 180,31       |           |
| 024  | Dsmitryj Rak            | Belarus            | 86,63        | 24   | 85,84        | 24   | 172,47       |           |
| 025  | Ken Mizuno              | Japan              | 90,04        | 22   | 67,63        | 27   | 157,67       |           |
| 026  | Ihor Ischutko           | Ukraine            | 47,34        | 28   | 105,70       | 15   | 153,04       |           |
| 027  | Oleksandr Abramenko     | Ukraine            | 63,05        | 26   | 86,42        | 23   | 149,47       |           |
| 028  | Clyde Getty             | Argentinien        | 47,56        | 27   | 32,32        | 28   | 79,88        |           |

### Finale
| Rang | Athlet                  | Land               | 1. Durchgang | Rang | 2. Durchgang | Rang | Gesamtpunkte |
| ---- | ----------------------- | ------------------ | ------------ | ---- | ------------ | ---- | ------------ |
| 001  | Han Xiaopeng            | China              | 130,53       | 2    | 120,24       | 4    | 250,77       |
| 002  | Dsmitryj Daschtschynski | Belarus            | 131,42       | 1    | 117,26       | 5    | 248,68       |
| 003  | Wladimir Lebedew        | Russland           | 120,65       | 7    | 126,11       | 2    | 246,76       |
| 004  | Aljaksej Hryschyn       | Belarus            | 123,90       | 5    | 121,28       | 3    | 245,18       |
| 005  | Kyle Nissen             | Kanada             | 114,38       | 8    | 130,53       | 1    | 244,91       |
| 006  | Warren Shouldice        | Kanada             | 123,45       | 6    | 116,25       | 6    | 239,70       |
| 007  | Jeret Peterson          | Vereinigte Staaten | 124,78       | 3    | 112,70       | 8    | 237,48       |
| 008  | Anton Kuschnir          | Belarus            | 124,56       | 4    | 103,10       | 9    | 227,66       |
| 009  | Jewgeni Brailowski      | Russland           | 110,01       | 9    | 113,60       | 7    | 223,61       |
| 010  | Renato Ulrich           | Schweiz            | 105,53       | 10   | 99,22        | 10   | 204,75       |
| 011  | Qiu Sen                 | China              | 98,89        | 11   | 87,67        | 12   | 186,56       |
| 012  | Enwer Ablajew           | Ukraine            | 61,79        | 12   | 88,69        | 11   | 150,48       |